# Martin Carev
Martin Carev (* 24. května 1998 Praha), alias Jmenuju Se Martin, je český influencer, vloger, cestovatel, model a bývalý youtuber.

## Osobní život
Martin se narodil a žil v Praze, ve které vystudoval základní i střední školu (Gymnázium Na Pražačce) a v roce 2017 úspěšně odmaturoval. Poté šel studovat na Karlovu univerzitu, ale následně z ní odešel a přešel na University of New York in Prague (UNYP). Aktuálně[kdy?] se naplno věnuje modelingu u společnosti Elite Model Look, ve které slaví úspěch. V roce 2023 vystoupil jako legenda českého YouTube na akci Starfest.

## YouTube
Martin má na YouTube 2 kanály, ale aktivní je pouze na jednom – Jmenuju se Martin. Svůj hlavní YouTube kanál si založil 29. března 2014 a k 1. srpnu 2024 má tento kanál 532 tisíc odběratelů.
V roce 2016 byl označen časopisem Forbes za 33. nejvlivnějšího Čecha na sociálních sítích, následujícího roku byl stejnojmenným časopisem označen za 20. nejvlivnějšího Čecha na sociálních sítích.
Jeho nejúspěšnější sérií je „Kdyby byly písničky v realitě“, v níž v konverzaci lidé většinou nahrazují normální věty texty z písniček. První dva díly měly více než 5 milionů zhlédnutí.
V roce 2015 natočil s bývalou youtuberkou Teri Blitzen Girlfrend tag. Video bylo komediální a všechno byl jenom vtip, mezi diváky bylo velmi úspěšné a má[kdy?] 2,5 milionů zhlédnutí, jedná se tedy o jedno z jeho nejsledovanějších videí.
Jeho tvorbou jsou především cestovní vlogy z různých zemí, jeho prvním vlogem z cesty do zahraničí byla v létě 2015 cesta do Itálie, do níž vycestoval s youtuberem Kovym. Nejsledovanějším cestovatelským videem na jeho kanále, které nazval Nejlepší výlet mého života, je výlet do Kapského Města, které nasbíralo bezmála 850 tisíc zhlédnutí. Dále navštívil např. Írán, USA, Kanadu, Sydney, Namibii či Tchaj-wan.

## Televize
V lednu 2022 strávil jednu noc na ostrově, kde se natáčí soutěž Survivor Česko a Slovensko a od 27. února 2022 účinkoval v show Tvoje tvář má známý hlas IX. V roce 2024 se soutěže Survivor Česko a Slovensko zúčastnil.

## Hudební tvorba
| Píseň                            | Rok vydání |
| -------------------------------- | ---------- |
| Skákal pes (parodie)             | 2015       |
| Pop Medley (ft. Diana Kalashová) | 2019       |
| STAY (ft. Diana Kalashová)       | 2019       |

## Knižní tvorba
- Jmenuju se Martin (2018)[15]